# John Winthorp Hackett
Sir John Winthorp Hackett mlajši GCB, CBE, DSO & Bar, MC, britanski general, profesor in pisatelj, * 5. november 1910, Perth, Avstralija, † 9. september, 1997.

## Življenje
John Hackett je bil po rodu Avtralec. Rodil se je v Perthu, kjer je bil njegov oče, sir Arthur Hackett, ugleden založnik. Po srednji šoli se je John preselil v Združeno kraljestvo, kjer se je vpisal na Univerzo v Oxfordu. Tam je študiral srednjeveško zgodovino in stare jezike. Že od mladosti je imel izjemen posluh za jezike in je tekoče govoril nemško in francosko ter kasneje še italijansko in arabsko.

### Vojaško življenje
V vojsko je vstopil leta 1931 in kmalu postal poročnik v elitnem osmem polku Kraljevih irskih huzarjev. Leta 1936 je bil premeščen v Palestino, ki je bila v tistem času ozemlje pod britansko upravo. Služil je v transjordanskih obmejnih enotah in z njimi sodeloval pri zadušitvi upora Arabcev. V tistem času je napisal svojo prvo knjigo, študijo o vojnih pohodih saracenskega vladarja Saladina med tretjo križarsko vojno.
Ob izbruhu druge svetovne vojne je bil Hackett še vedno nameščen na Bližnjem vzhodu, leta  1941 pa je bil s svojo enoto poslan v Sirijo, ki je bila v tistem času pod francosko upravo. V spopadu s francoskimi kolonialnimi enotami, ki so ostale zveste pronemški francoski vladi v Vichyju je bil ranjen, za kar je dobil svoje prvo vojaško odlikovanje, vojni križec. Med okrevanjem je spoznal svojo bodočo ženo, Margret, po rodu Avstrijko, ki je bila internirana v Palestini kot »prebivalka sovražne države«. Poročila sta se še istega leta v Jeruzalemu. Leta 1942 je šel Hackett s svojo enoto v Libijo, kjer je bil spet ranjen, ko je njegov tank zadela protioklepna granata. Med okrevanjem je iz štaba v Kairu vodil operacije diverzantsko-izvidniških enot britanske armade. S prenovljeno 4. padalsko brigado, katere poveljstvo je prevzel istega leta in s katero je sodeloval v bojih v Italiji ter na Nizozemskem.
Z brigado se je jeseni 1944 udeležil spodletelega desanta na Arnhem in bil v njem ranjen ter ujet. Še istega leta je pobegnil iz nemške bolnišnice in se do konca vojne skrival pri pripadnikih nizozemskega odporniškega gibanja. O tem času je napisal drugo knjigo z naslovom Bil sem tujec (I was a stranger).

### Povojno življenje
Po vojni je nekaj časa ostal v štabu v Gradcu in na tamkajšnji univerzi nadaljeval študij srednjeveške zgodovine. Za kratek čas je bil službeno poslan nazaj v Palestino, potem pa se je vpisal na Imperialni vojaški kolidž (Imperial War College), ki ga je tudi uspešno zaključil. V letih 1951–58 je bil poveljnik oklopne brigade, kasneje pa še divizije britanske vojske v Nemčiji. Zaradi izjemnih diplomatskih sposobnosti je postal eden najzaslužnejših ljudi v izboljšanju nemško-britanskih odnosov. V Nemčiji je dobil prvo generalsko zvezdico.
Po zaključku aktivne vojaške kariere je konec petdesetih let 20. stoletja postal poveljnik vojne šole v Schrivershamu, nato pa je postal poveljnik britanske vojske na severnem Irskem. Tam je dobil drugo generalsko zvezdico. V času svojega poveljevanja je napisal več študij in imel več predavanj na vojnih šolah, zaradi česar so nanj postali pozorni tudi v drugih vojskah pakta NATO.
V letih 1963–1966 je bil na vojnem ministrstvu drugi pomočnik načelnika generalštaba in kot tak zadolžen za organizacijo in razvoj oborožitve, potem pa je postal poveljnik vseh britanskih čet v Nemčiji in sočasno še poveljnik severnega krila Nata v Evropi. Leta 1968 je za časopis The Times napisal članek, v katerem je grajal vlado zaradi podcenjevalnega odnosa do vojske in iz protesta izstopil iz oboroženih sil. Hackett je po izstopu iz vojske za pet let prevzel mesto rektorja Kraljevega kolidža v Londonu, kjer je zaradi podpore študentom postal med njimi izjemno priljubljen. Po končanem rektoratu se je posvetil pisanju, kot gostujoči profesor ali častni gost raznih združenj pa je imel predavanja vse do smrti leta 1997.

## Odlikovanja
- vojni križec
- red britanskega imperija
- vitez velikega križa
- red za izredne zasluge